# The Pork Dukes
The Pork Dukes er et punk-band fra Storbritannien.
Groppen bestod oprindeligt at tvillingebrødrene og Colin Goldring (vokal / rytmeguitar) og Stewart Goldring (guitar / baggrundsvokal) under pseudonymerne Vilos og Horrendus Styles, samt Scabs (aka Rick Kemp fra Steeleye Span) (basguitar), Germun LePig (aka Nigel Pegrum, også fra Steeleye Span og tidligere i Gnidrolog) (trommer) (senere erstattet med Bonk aka. Rocky Rhythm) og Mack E. Valley (keyboard). Han blev senere erstattet af Guardian Angel mens de indspillede det andet album.

## Diskografi
- Pink Pork (1977)
- Pig Out of Hell (1978)
- Pig In A Poke (1979)